# Dūlīn
Dūlīn (persiska: دولین, Dūlbīn-e Bālā) är ett samhälle i Iran.   Det ligger i provinsen Gilan, i den nordvästra delen av landet, 300 km nordväst om huvudstaden Teheran. Dūlīn ligger 926 meter över havet och antalet invånare är 378.
Terrängen runt Dūlīn är kuperad åt nordost, men åt sydväst är den bergig. Terrängen runt Dūlīn sluttar brant österut.Runt Dūlīn är det ganska glesbefolkat, med 45 invånare per kvadratkilometer. Närmaste större samhälle är Līsār, 8,6 km öster om Dūlīn. I omgivningarna runt Dūlīn växer i huvudsak blandskog.